# Jean Strubbe
Jean Strubbe, né le 29 décembre 1887 à Bruges et mort le 13 décembre 1936 dans la même ville, est un footballeur international belge actif avant la Première Guerre mondiale. Il occupe le poste de défenseur dans les deux équipes de sa ville natale, le « Cercle » et le « Club ».

## Carrière
Jean Strubbe fait ses débuts avec l'équipe première du CS brugeois lors de la saison 1904-1905. Il joue deux rencontres de championnat cette année-là et s'installe dans le onze de base de l'équipe la saison suivante, disputant pratiquement tous les matches. En 1906 toutefois, il décide de quitter le Cercle et s'en va chez les rivaux du FC brugeois. Il s'y impose rapidement comme titulaire et devient une pièce maîtresse de la défense des « Blauw & Zwart ». Le club fait alors partie des meilleures équipes du championnat, terminant pratiquement chaque saison sur le podium mais sans parvenir à décrocher le titre national.
Les bonnes prestations de Jean Strubbe lui permettent d'être sélectionné en équipe nationale belge en avril 1911 pour disputer une rencontre amicale aux Pays-Bas. Il poursuit sa carrière au FC brugeois jusqu'en 1914, quand le déclenchement de la Première Guerre mondiale met un terme momentané aux compétitions sportives. Jean Strubbe meurt le 13 décembre 1936 à Bruges, deux semaines avant de fêter son 49e anniversaire.

## Statistiques
| Saison                | Club                  | Championnat           | Championnat | Championnat | Coupe(s) nationale(s) | Coupe(s) nationale(s) | Total | Total |
| Saison                | Club                  | Division              | M.          | B.          | M.                    | B.                    | M.    | B.    |
| 1904-1905             | CS brugeois           | Division 1            | 2           | 0           | 0                     | 0                     | 2     | 0     |
| 1905-1906             | CS brugeois           | Division 1            | 16          | 3           | 0                     | 0                     | 16    | 3     |
| Sous-total            | Sous-total            | Sous-total            | 18          | 3           | 0                     | 0                     | 18    | 3     |
| 1906-1907             | FC brugeois           | Division 1            | -           | -           | 0                     | 0                     | 0     | 0     |
| 1907-1908             | FC brugeois           | Division 1            | -           | -           | 0                     | 0                     | 0     | 0     |
| 1908-1909             | FC brugeois           | Division 1            | -           | -           | 0                     | 0                     | 0     | 0     |
| 1909-1910             | FC brugeois           | Division 1            | -           | -           | 0                     | 0                     | 0     | 0     |
| 1910-1911             | FC brugeois           | Division 1            | -           | -           | 0                     | 0                     | 0     | 0     |
| 1911-1912             | FC brugeois           | Division 1            | -           | -           | 0                     | 0                     | 0     | 0     |
| 1912-1913             | FC brugeois           | Division 1            | -           | -           | 0                     | 0                     | 0     | 0     |
| 1913-1914             | FC brugeois           | Division 1            | -           | -           | 0                     | 0                     | 0     | 0     |
| Sous-total            | Sous-total            | Sous-total            | -           | -           | 0                     | 0                     | 0     | 0     |
| Total sur la carrière | Total sur la carrière | Total sur la carrière | 18          | 3           | 0                     | 0                     | 18    | 3     |

## Carrière internationale
Jean Strubbe compte une convocation et un match joué en équipe nationale belge. Celui-ci a lieu le 2 avril 1911 lors d'un match amical disputé aux Pays-Bas et se solde par une défaite 3-1.
Le tableau ci-dessous reprend toutes les sélections de Jean Strubbe. Le score de la Belgique est toujours indiqué en gras.
| Date       | Compétition  | Adversaire | Lieu      | Score | Remarque |
| ---------- | ------------ | ---------- | --------- | ----- | -------- |
| 02/04/1911 | Match amical | Pays-Bas   | Dordrecht | 3-1   |          |